# Jan Jarmiński
Jan Jarmiński (ur. 15 grudnia 1893 w Koźminie Wielkopolskim, zm. 1965) – kapitan adm. piechoty Wojska Polskiego.

## Życiorys
Po wybuchu I wojny światowej, wcielony 12 listopada 1914 roku do niemieckiego 7 pułku piechoty. Przeniesiony w styczniu 1915 roku do 111 pułku piechoty (niem. Infanterie-Regiment Markgraf Ludwik Wilhelm 3 Badischen), służąc w nim we Francji i Belgii, aż do zakończenia wojny. Ranny 25 maja 1918 roku podczas walk na froncie zachodnim. Odznaczony Krzyżem Żelaznym I i II klasy oraz Badeńskim Medalem Waleczności. 
Jako ochotnik wstąpił 15 stycznia 1919 roku do I Batalionu Koźmińskiego, w którym jako podoficer odznaczył się w walkach powstańczych z Niemcami. Od 22 marca 1919 roku rozpoczął służbę w II batalionie 11 pułku Strzelców Wielkopolskich. Posiadał wówczas stopień plutonowego. Komisariat Naczelnej Rady Ludowej w Poznaniu dekretem nr 173 z 25 czerwca 1919 roku mianował go podporucznikiem w piechocie. Dowodził na froncie polsko-bolszewickim na stanowisku dowódcy kompanii ckm. Awansowany na porucznika 1 kwietnia 1920 roku. Podczas ataku nieprzyjaciela na odcinek II batalionu w dniu 25 maja 1920 roku, dowodzoną kompanią ckm podjeżdżał do pierwszej linii atakujących i silnym ogniem przyczynił się do utrzymania pozycji. 27 maja 1920 roku podczas kontrataku, jako jedyny ocalały oficer w jednostce, przejął dowodzenie II batalionem. Dowodził oddziałem podczas walk o silnie umocnione pozycje w Zabłoszczyźnie, Dawitkach, Wołeczkach, Klesinie i Ciereczkach i mimo silnego ognia artylerii i broni maszynowej pozycje bolszewickie zostały zdobyte szturmem po kilkudniowej walce ogniowej, a podczas pościgu zajęto przyczółek mostowy na rzece Serwecz. Przyczynił się w dniu 19 sierpnia 1920 roku do zdobycia i utrzymania Myszyńca. 
Od 15 września 1920 roku w 69 pułku piechoty zastępował dowódcę III batalionu. Będąc dowódcą kompanii ckm w listopadzie 1920 roku wyznaczono go dodatkowo na komendanta szkoły podoficerskiej 17 Dywizji Piechoty, którą kierował do 25 marca 1921 roku. Od 6 sierpnia do 12 listopada 1921 roku przebywał na kursie dowódców batalionów DOGen. Poznań, a od 20 marca do 23 września 1922 roku na kursie administracyjnym DOK nr VII. 3 maja 1922 roku został zweryfikowany w stopniu kapitana ze starszeństwem z dniem 1 czerwca 1919 roku i 1715. lokatą w korpusie oficerów piechoty. We wrześniu 1922 roku w 69 pułku piechoty w Gnieźnie wyznaczony na zastępcę dowódcy batalionu sztabowego, a od 16 października 1922 roku w zastępstwie dowódcą batalionu. Dowódca 1 kompanii ckm pułku od 20 października 1923 roku. Od 15 września do 15 grudnia 1925 roku przydzielono go na VI kurs Centralnej Szkoły Strzelniczej w Toruniu, a od 29 marca do maja 1926 roku na kurs jazdy konnej. 
Przeniesiony 20 października 1927 roku do 9 batalionu KOP w Klecku. Był w lipcu 1928 roku na stanowisku dowódcy 3 kompanii. Przeniesiony na stanowisko kwatermistrza batalionu 20 października 1930 roku. 19 listopada 1930 roku nadano mu Odznakę KOP „Za Służbę Graniczną”. Zastępował dowódcę batalionu od 18 grudnia 1933 do 22 stycznia 1934 roku, od 22 kwietnia do 1 czerwca 1935 i od 5 do 25 grudnia 1935 roku. Przeniesiony 5 listopada 1935 roku do batalionu KOP „Suwałki” na stanowisko kwatermistrza. 29 września przybył do Suwałk. Od 6 października 1938 do 10 lutego 1939 roku zastępował dowódcę batalionu. W opinii ppłk. Michała Osmoli z 1938 roku, był to oficer „nadzwyczaj pracowity, szuka pracy, wszystko chciałby sam zrobić. [...] Gospodarkę baonu podciągnął bardzo wydatnie we wszystkich działach a specjalnie w dziale mundurowym oraz budownictwa”. 5 stycznia 1939 roku mianowany kwatermistrzem batalionu KOP „Worochta”, ale stanowiska nie objął, ponieważ 23 lutego 1939 roku wyznaczono go na zastępcę szefa Budownictwa KOP w Warszawie. Do stolicy przybył 21 marca.  
W kampanii wrześniowej początkowo był w 38 Dywizji Piechoty Rezerwowej na stanowisku komendanta Kwatery Głównej, a następnie od 11 września w 1 pułku kawalerii KOP kwatermistrzem i oficerem płatnikiem. Po rozbiciu pułku przedostał się do rodziny w Katowicach, a następnie do Warszawy. Po aresztowaniu przez Niemców został umieszczony w Oflagu II C Woldenberg w którym przebywał do zakończenia wojny.
Do kraju powrócił w lipcu 1945 roku, a we wrześniu 1945 roku wraz z rodziną wyjechał do Dzierżoniowa na Dolnym Śląsku, gdzie objął gospodarstwo rolne w Wyganowie (obecnie Ostroszowice). Zmuszony do zdania gospodarstwa w czasie kolektywizacji. Później pracował w różnych zakładach rolno-produkcyjnych, a od 1955 roku aż do śmierci mieszkał i pracował w rodzinnym Koźminie.

## Awanse
- Podporucznik – 25 czerwca 1919 roku
- Porucznik – 1 kwietnia 1920 roku
- Kapitan – 3 maja 1922 roku

## Ordery i odznaczenia[5]
- Krzyż Srebrny Orderu Wojennego Virtuti Militari
- Krzyż Walecznych
- Srebrny Krzyż Zasługi (24 grudnia 1928)[6]
- Medal Pamiątkowy za Wojnę 1918–1921
- Medal Dziesięciolecia Odzyskanej Niepodległości
- Srebrny Medal za Długoletnią Służbę
- Brązowy Medal za Długoletnią Służbę
- Odznaka pamiątkowa KOP „Za służbę graniczną”
- Krzyż Żelazny I i II stopnia (Cesarstwo Niemieckie)
- Badeński Medal Waleczności